# Eerste klasse 1896-97 (voetbal België)
Het seizoen 1896/97 van de Belgische Eerste Klasse was het tweede officiële seizoen van de hoogste Belgische voetbalklasse. De reeks werd Coupe de championnat genoemd en bestond uit 6 clubs. Vanaf dit seizoen bestond er ook een tweede klasse, Eerste Afdeeling genoemd, waarin de reserveteams van deze zes clubs speelden. Racing Club de Bruxelles veroverde zijn eerste landstitel.

## Gepromoveerde en degraderende teams
Er bestond geen echt systeem van promotie of degradatie. Voor het seizoen werd wel een nieuwe club, Athletic & Running Club de Bruxelles, toegelaten tot de competitie, terwijl de laatste twee van het vorig seizoen niet meer deelnamen. Sporting Club de Bruxelles hield het tijdens het seizoen voorgoed voor bekeken en de ploeg eindigde op een laatste plaats.

## Eindstand
|    |   |                                      | P  | W | G | V  | +  | -  | DS  | Ptn |
| -- | - | ------------------------------------ | -- | - | - | -- | -- | -- | --- | --- |
| K  | 1 | Racing Club de Bruxelles             | 10 | 8 | 2 | 0  | 40 | 10 | 30  | 18  |
|    | 2 | FC Liégeois                          | 10 | 6 | 2 | 2  | 16 | 13 | 3   | 14  |
|    | 3 | Antwerp FC                           | 10 | 6 | 1 | 3  | 22 | 10 | 12  | 13  |
|    | 4 | Léopold Club de Bruxelles            | 10 | 4 | 0 | 6  | 9  | 28 | -19 | 8   |
|    | 5 | Athletic & Running Club de Bruxelles | 10 | 3 | 1 | 6  | 25 | 14 | 11  | 7   |
| GD | 6 | Sporting Club de Bruxelles           | 10 | 0 | 0 | 10 | 2  | 39 | -37 | 0   |

P: wedstrijden gespeeld, W: wedstrijden gewonnen, G: gelijke spelen, V: wedstrijden verloren, +: gescoorde doelpunten, -: doelpunten tegen, DS: doelsaldo, Ptn: totaal punten
K: kampioen, GD: geen deelname volgend seizoen
Opmerking
De wedstrijden waarvoor forfait werd gegeven, telden wel mee als gewonnen of verloren wedstrijden en voor de behaalde punten. Voor het doelsaldo werden deze wedstrijden niet in rekening gebracht.

## Uitslagentabel
|                                      |     | ANT   | ARB   | LEO   | LUI   | RCB | SCB   |
| Antwerp FC                           | ANT | X     | 0-0   | 8-0   | 2-0   | 1-4 | 6-1   |
| Athletic & Running Club de Bruxelles | ARB | 1-2   | X     | 8-2   | 1-3   | 2-4 | 10-1  |
| Léopold Club de Bruxelles            | LEO | 3-1   | 5-0ff | X     | 3-4   | 1-3 | 5-0ff |
| FC Liégeois                          | LUI | 0-2   | 5-0ff | 4-0   | X     | 2-2 | 5-0ff |
| Racing Club de Bruxelles             | RCB | 1-0   | 2-1   | 5-0   | 3-3   | X   | 18-0  |
| Sporting Club de Bruxelles           | SCB | 0-5ff | 0-2   | 0-5ff | 0-5ff | 0-3 | X     |

Opmerking
De 18-0-overwinning van Racing CB tegen Sporting Cb is nog steeds de grootste overwinning ooit in de Belgische Eerste klasse.

## Topscorer
| Scorer         | Goals | Team        | Land     |
| -------------- | ----- | ----------- | -------- |
| Samuel Hickson | ?     | FC Liégeois | Engeland |

1895/96 · 1896/97 · 1897/98 · 1898/99 · 1899/00 · 1900/01 · 1901/02 · 1902/03 · 1903/04 · 1904/05 · 1905/06 · 1906/07 · 1907/08 · 1908/09 · 1909/10 · 1910/11 · 1911/12 · 1912/13 · 1913/14 · 1914/15 · 1915/16 · 1916/17 · 1917/18 · 1918/19 · 
1919/20 · 1920/21 · 1921/22 · 1922/23 · 1923/24 · 1924/25 · 1925/26 · 1926/27 · 1927/28 · 1928/29 · 1929/30 · 1930/31 · 1931/32 · 1932/33 · 1933/34 · 1934/35 · 1935/36 · 1936/37 · 1937/38 · 1938/39 · 1939/40 · 1940/41 · 1941/42 · 1942/43 · 1943/44 · 1944/45 · 1945/46 · 1946/47 · 1947/48 · 1948/49 · 1949/50 · 1950/51 · 1951/52 · 1952/53 · 1953/54 · 1954/55 · 1955/56 · 1956/57 · 1957/58 · 1958/59 · 1959/60 · 1960/61 · 1961/62 · 1962/63 · 1963/64 · 1964/65 · 1965/66 · 1966/67 · 1967/68 · 1968/69 · 1969/70 · 1970/71 · 1971/72 · 1972/73 · 1973/74 · 1974/75 · 1975/76 · 1976/77 · 1977/78 · 1978/79 · 1979/80 · 1980/81 · 1981/82 · 1982/83 · 1983/84 · 1984/85 · 1985/86 · 1986/87 · 1987/88 · 1988/89 · 1989/90 · 1990/91 · 1991/92 · 1992/93 · 1993/94 · 1994/95 · 1995/96 · 1996/97 · 1997/98 · 1998/99 · 1999/00 · 2000/01 · 2001/02 · 2002/03 · 2003/04 · 2004/05 · 2005/06 · 2006/07 · 2007/08 · 2008/09 · 2009/10 · 2010/11 · 2011/12 · 2012/13 · 2013/14 · 2014/15 · 2015/16 · 2016/17 · 2017/18 · 2018/19 · 2019/20 · 2020/21· 2021/22 · 2022/23 · 2023/24 · 2024/25